# Franz Teyber
Franz Teyber (Viena, Àustria, 25 d'agost de 1758 - 21 de setembre de 1810) fou un compositor i organista austríac.
En la seva joventut va recórrer Suïssa, Baviera i Suàbia, donant concerts, i després entrà en la companyia d'òpera, ambulant, d'en Schikaneder, fins que, cansat d'aquesta companyia nòmade, s'encarregà de la direcció musical del teatre de Viena i, poc abans de morir, fou nomenat organista de la cort.
El seu germà Anton Teyber (Viena 1756-1822) també fou compositor i mestre de la cort.

## Òperes
- Alejandro
- Der Schalftrunck
- Scherodin und Almanzor
- Pfaendung und personnal-Arrest
- Der Zerstrente
- Das Spinner Kreus am Wienerberg
- Arrigio de Benevento.

Així com gran nombre de duets, cors obertures i aires de dansa.